# Mary Elizabeth Coleridge
Mary Elizabeth Coleridge va ser una novel·lista i poeta britànica, que també escrivia assaigs i ressenyes. Va ensenyar al London Working Women's College durant dotze anys, entre 1895 i 1907. Escrivia poesia amb el pseudònim Anodos (en homenatge a George MacDonald); altres influències en la seva obra van ser Richard Watson Dixon i Christina Rossetti.
Coleridge va publicar cinc novel·les, i The King with Two Faces en fou la més coneguda, que li garanteix 900£ en drets d'autora el 1897. Va viatjar àmpliament durant la seva vida, encara que la casa seva era a Londres, on vivia amb la seva família. Son pare era Arthur Duke Coleridge, que, junt amb la cantant Jenny Lind, va ser responsable de la formació del Londres Bach Choir el 1875. Altres amics de la família eren Robert Browning, Lord Tennyson, John Millais i Fanny Kemble.
Mary Coleridge era descendent de Samuel Taylor Coleridge i reneboda de Sara Coleridge, l'autora de Phantasmion. Va morir per complicacions a causa d'una apendicitis mentre era de vacances a Harrogate el 1907; deixà inacabat un manuscrit de la seva pròxima novel·la, i centenars de poemes inèdits.
Un dels seus poemes, «The Blue Bird», el va musicar Charles Villiers Stanford. Un amic de la família, el compositor Hubert Parry, també va posar diversos dels seus poemes en música.

## Obres publicades
- Fancy's Following. Oxford: Daniel, 1896 (poemes)
- The King with Two Faces. Londres: Edward Arnold, 1897
- The Seven Sleepers of Ephesus. Londres: Chatto & Windus, 1898
- Non Sequitur. Londres: J. Nisbet, 1900 (assaigs)
- The Fiery Dawn. Londres: Edward Arnold, 1901
- The Shadow on the Wall: a romance. Londres: Edward Arnold, 1904
- The Lady on the Drawingroom Floor. Londres: Edward Arnold, 1906
- Holman Hunt. Londres: T. C. & E. C. Jack; Nova York: F. A. Stokes Co., [1908]
- Poems by Mary E. Coleridge. Londres: Elkin Mathews, 1908
  - Songs not listed[2]